# مزاحم نشو (فیلم ۲۰۰۹)
مزاحم نشو (به انگلیسی: Do Knot Disturb) فیلمی هندی محصول سال ۲۰۰۹ و به کارگردانی دیوید داوان است. در این فیلم بازیگرانی همچون گوویندا، سوشمیتا سن، لارا دوتا، ریتیش دشموک، سهیل خان، رانویر شوری، هیمانی شیوپوری، ریتوپارنا سنگوپتا ایفای نقش کرده‌اند.
این فیلم بازسازی فیلم فرانسوی بدل محسوب می‌شود.